# Операція «Unifier»
Операція "Unifier", також відома як Об'єднана цільова група Збройних Сил Канади - Україна, — це внесок Збройних Сил Канади у безпеку України в координації з Збройними силами України. Він розпочався у світлі розпалювання росіянами війни на Сході України та анексії Криму після Революції Гідності в Україні.

## Огляд
Операція є частиною багатонаціональної спільної комісії, більшого органу, що складається з США, Великої Британії, Канади, Швеції, Польщі, Литви та Данії, спрямованих на реформування українських військових. Канадські війська, які беруть участь в операції, походять з 1-го батальйону Королівського канадського полку. Канадський внесок у навчання надають близько 200 канадських солдатів, що проводять ротацію кожні 6 місяців. Станом на листопад 2018 року було проведено 230 занять і понад 10 000 українських солдатів пройшли навчання під час операції «Unifier».

## Історія
Канада здійснила свою першу доставку нелетальних військових засобів в Україну 28 листопада 2014 року. Ця допомога в основному включала теплий одяг і була доставлена в аеропорт Бориспіль Королівськими ВПС Канади. 8 грудня міністр національної оборони Канади Гарджіт Саджан заявив, що його країна підписала з Україною угоду про спільну військову підготовку та зміцнення її військових можливостей.[джерело?] 10 січня 2015 року в Одеський порт прибула перша морська допомога нелетального спорядження в Україну.
14 квітня 2015 року Канада оголосила про розміщення оперативної групи CAF, відомої як Об'єднана цільова група або Операція "Unifier", з майже 200 військовими Збройних сил Канади, розміщеними в Україні до 31 березня 2017 року. Місія військової підготовки офіційно розпочалася 14 вересня 2015 року у Міжнародному центрі безпеки та миротворчості у Старичах та у центрі розмінування Міністерства оборони України в Кам'янці-Подільському.
6 березня 2017 року уряд Канади оголосив про продовження дії Операції "Unifier" до кінця березня 2019 року.
18 березня 2019 року уряд Канади оголосив про продовження Операції "Unifier" до кінця березня 2022 року.

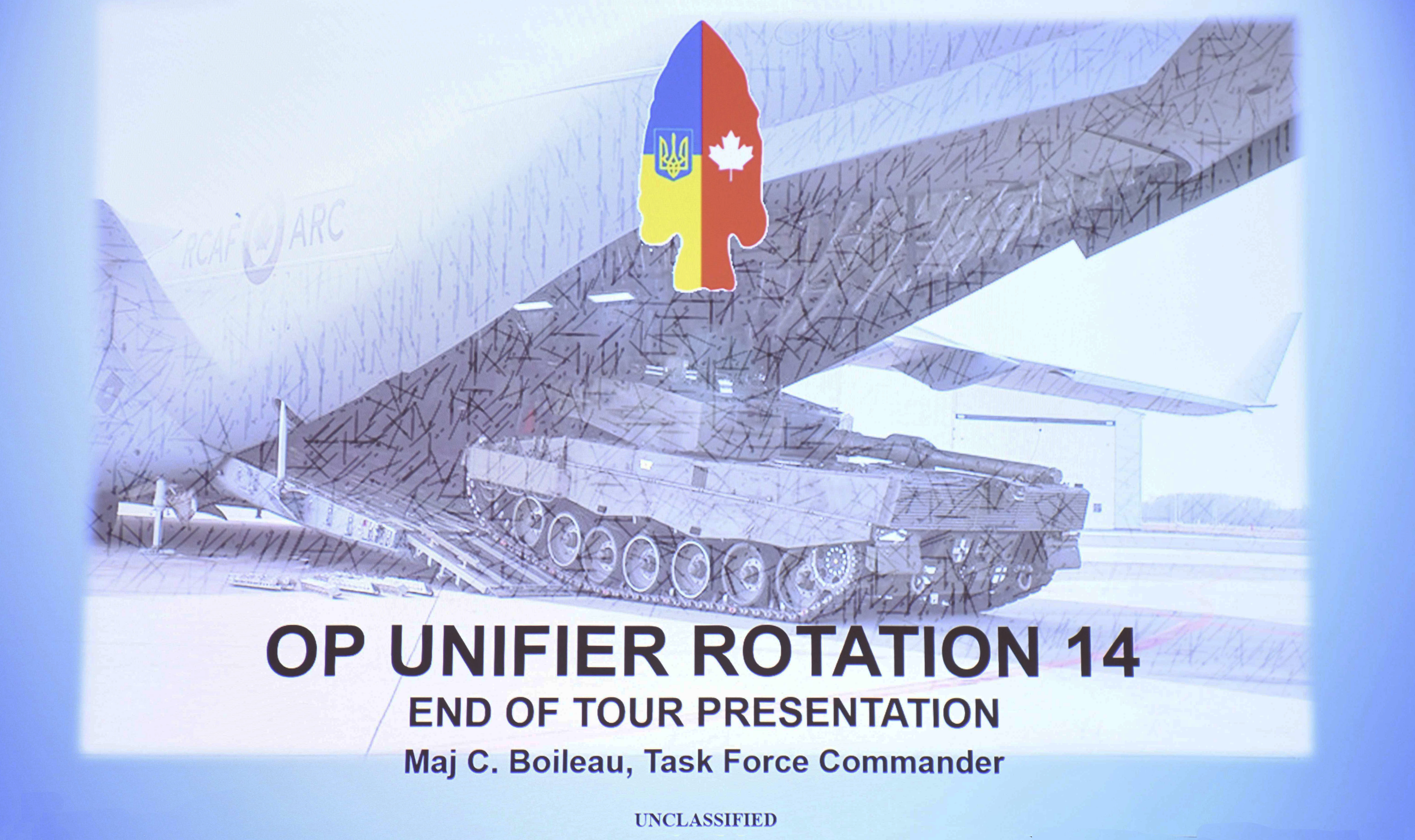
Перший слайд презентації майора Буало, голови 14-ї ротації навчальної місії Unifier, травень 2023

З початком повномасштабного вторгнення тренінгова місія була терміново виведена до Польщі, а тоді вже в липні 2022 уряд Канади підтвердив свою тверду підтримку щодо продовження навчання українських військових і надання обладнання українській армії. У серпні перші канадські інструктори з Едмонтона приїхали до Великої Британії. Фактично програма отримала рестарт, який дозволив пройти інтенсивні тренінги 2250-м українським військовим. У таборах у Великій Британії тренували рекрутів, у Польщі – інженерів, танкістів, артилеристів, пізніше військових медиків, в Німеччині – водіїв і операторів бойових броньованих машин.
У Британії відбувалось тренування базового рівня — як виживати в бойовій обстановці, як вести бої в забудові, як долати російські траншеї, як боротися проти дронів. П'ять тижнів інтенсивних навчань дозволяли з початківців витренувати солдатів, здатних воювати в складній бойовій обстановці. Підготовка військових відгукувалась на запити, які виникали в ході бойових дій – як наприклад, поведінка і безпека на замінованій території, яку українці визволяли від загарбників у ході контрнаступів під Києвом, Черніговом і Харковом – як усувати перешкоди, бар'єри, як швидко ідентифікувати проблемні моменти та слабкі місця російського фронту, щоб його прорвати і вибити супротивника з позицій.
У січні Канада вирішила передати українцям 8 танків «Леопард», додатково до тієї допомоги, яка була передана Польщею, Норвегією, Великою Британією, Іспанією та іншими союзниками. Українські танкісти, які були навчені користуватись дуже старими радянськими танками, мали перевчитись воювати на новочасних бойових машинах, щоб освоїти які, самим канадійцям потрібні місяці наполегливих навчань. За свідченнями інструкторів, українці, які прийшли на ту тренінгову програму, освоювали техніку набагато швидше.

## Місія
За даними лобістів Асоціації Канади НАТО, в більш широку місію Операції "Unifier" входить:
- Сприяння розвитку регіону
- Підтримання безпеки
- Підтримання демократії
- Надання гуманітарної допомоги
- Сприяння економічній стабільності та зростанню

## Реакція української діаспори
Українська діаспора в Канаді позитивно вітала внесок уряду Канади у реформування українських військових. У Торонто, Едмонтоні та Вінніпезі було проведено ряд заходів із вдячності громади для членів CAF, які брали участь в Операції "Unifier". 1 липня 2018 року оркестр церемоніальної гвардії виконав під час щоденної церемонії зміни почесної варти на пагорбі Парламенту український військовий марш "Наливаймо, браття, кришталеві чаші" перед членами української діаспори під час церемонії, як свого роду відповідь на операцію.